# Mary Elizabeth Barber
Mary Elizabeth Barber (5 de enero de 1818 - 4 de septiembre de 1899) fue una pionera científica amateur británica del siglo decimonoveno. Sin educación formal, se hizo un nombre en botánica, ornitología y entomología. También fue poeta y pintora, e ilustró sus contribuciones científicas que se publicaron en Sociedades científicas como Royal Entomological Society en Londres, los Kew Gardens, y la Sociedad Linneana de Londres.

## Biografía
Nació Mary Elizabeth Bowker en South Newton, Wiltshire, en 1818. Fue novena de once hijos y la primera hija de Miles y Anna Maria Bowker de Gateshead, Northumberland. Su padre era un moderadamente rico agricultor y ovejero, poseyendo su propio negocio de lanas. En 1820 se mudaron con su familia a Colonia del Cabo, Sudáfrica junto con otros británicos quienes deseaban aprovechar la oferta del gobierno sudafricano de 100 acres de tierra para cada hombre de más de 18 años. La familia Bowker recibió terrenos en Albany, cerca de Grahamstown. Allí Bowker instaló una escuela para sus niños y los de sus trabajadores, y su afinidad por la historia natural fuertemente influyó en las lecciones que los niños recibían.
Mary y todos sus hermanos compartían el amor por la historia natural, pero fue en 1838 con la publicación del libro "Los géneros de plantas sudafricanas, arreglados según el Sistema Natural" por el botánico irlandés William Henry Harvey con lo que cambió su vida. Se fascinó con los capítulos de estructuras de plantas y el Sistema linneano de clasificación, y respondió a la petición del autor sobre especímenes de modo que pudo empezar a documentar la flora del Cabo. Su correspondencia con Harvey tuvo lugar durante un tiempo en el que no era generalmente aceptado que las mujeres se comprometieran en discusiones científicas; de hecho, en un principio no reveló el hecho de ser una mujer. Disfrutó al respecto de libertad sin precedentes, en parte porque estaba liberada de la relativamente apremiante cultura victoriana de su país natal, y también debido al ánimo de su padre y sus generalmente relajados previctorianos ideales (época georgiana) llevando una vida en la que las mujeres disfrutaban de una voz más libre. Devino en una de las proveedoras principales  de plantas de Sudáfrica de Harvey, y también le asistió en el nombrado y clasificación de numerosas especies. En una correspondencia con Harvey de 30 años, le envió aproximadamente 1.000 especies con notas en cada una. También estableció correspondencia con el botánico británico Joseph Dalton Hooker.
En 1842, se casó con Frederick William Barber, un farmacéutico analítico quién había establecido una granja en Sudáfrica. Tuvieron dos hijos y una hija. Mary era la abuela del escultor Ivan Mitford-Barberton.

## Contribuciones a la ciencia

### Botánica
Barber hizo contribuciones sustanciales a la ciencia botánica, a través de sus colecciones y observaciones científicas de fauna y flora sudafricanas. Eso resultó en varias especies de plantas con su epónimo. Ella y su hermano más joven, el naturalista James Henry Bowker, enviaron muchas especies desconocidas de plantas al Herbario en Trinity College de Dublín, y a los Jardines Botánicos Reales en Kew.
Aloe barberae (árbol aloe) fue el primero descubierto por Barber, quién recogía plantas en la ex Transkei de Sudáfrica. Envió especímenes de fanerógamas a los Jardines Botánicos Reales en Kew, donde en 1874 fue nombrado por William Turner Thiselton Dyer (1843–1928) en su honor.

### Entomología
Barber desarrolló un interés en entomología mientras su marido estuvo comprometido en la creciente guerrilla entre los colonos y los nativos africanos. Con su hermano, James Henry Bowker, empezó a documentar mariposas y polillas africanas, y contactándose con el entomólogo Roland Trimen (1840–1916) desde 1863 para compartir sus descubrimientos. Sus observaciones se informaban para dar contribuciones a las deliberaciones de Charles Darwin en la función de polillas en polinización de orquídeas. Barber fue introducida a Charles Darwin por Roland Trimen, un amigo británico entomólogo en Sudáfrica en 1863. Barber intercambió letras y observaciones con Darwin y otros gentiles naturalistas en su red científica. Su influencia en el trabajo de Darwin estuvo comunicado indirectamente, vía Trimen. En 1865, Mary había declarado escribirle a Darwin sobre "langostas y aves langostas ", pero no hay registro de eso, a pesar de que Darwin mismo era un archivista meticuloso de su correspondencia". En otras cartas, Barber parecía coincidir con la teoría de Darwin de selección natural, citando la dominancia de colonos europeos en Colonia de Cabo.

### Sociedades científicas
Las contribuciones de Barber a la ciencia finalmente se premiaron en 1878 con una invitación para devenir miembro de la Sociedad Filosófica Sudafricana – un honor singular en el tiempo. La Sociedad Linneana de Londres no dio la bienvenida a mujeres como miembros hasta 1905, enfatizando la naturaleza progresiva de esa sociedad sudafricana, y el impacto que Barber había tenido en su disciplina. Su respuesta a estas sumas de invitación indica las actitudes del tiempo:
"No tengo ninguna objeción ... y no veo ninguna razón por la que una Señora debería ser, de manera tranquila, miembro de alguna sociedad científica ... No estoy de ninguna manera de acuerdo con que las damas vayan públicamente adelante y usurpando lugares de los hombres por medio de la predicación, discursos, etc., pero no veo por qué no deben pertenecer a alguna sociedad para la cual se califiquen, y de una manera tranquila gozar de los privilegios [sic?] también"

Barber se unió la Sociedad Filosófica Sudafricana el 26 de junio de 1878. Su papel en los peculiares colores de animales en relación con sus hábitos de vida se publicó más tarde ese año. Ese artículo lo escribió en respuesta a otro de Alfred Russel Wallace en que debatió la teoría de Darwin en la elección de hembras en la selección sexual. Barber plenamente apreciaba (y tuvo las observaciones para probar) que las hembras escogen a los machos basándose en sus fenotipos: noviazgos vistosos, plumaje lustroso.
Se convirtió en la primera mujer miembro  del Ornithologischer Verein en Viena, la principal sociedad ornitológica en Austria, y varios artículos suyos fueron traducidos al húngaro.

## Otras actividades
En 1850, Barber asistió a su hermano mayor, Thomas Holden Bowker, en su trabajo recopilando la primera colección de la Edad de Piedra estudiada en Sudáfrica. En los 1870s Barber escribió una colección de artículos sobre el descubrimiento de diamantes y oro en Sudáfrica. También ilustró escenas de los campos de diamante en varias pinturas.

## Vida más tardía
Barber finalmente tuvo bastante dinero para financiar una visita a Europa en 1889, donde visitó los Jardines Botánicos Reales en Kew por primera vez, así como a amigos científicos, que visitó alrededor de Europa. Falleció en Malvern, Provincia Natal, en 1899.

## Otras lecturas
- Hammel, Tanja (2015). «Thinking with birds: Mary Elizabeth Barber's advocacy for gender equality in ornithology». Kronos (en inglés) (Cape Town) 41 (1): 85-111. ISSN 2309-9585. Consultado el 20 de febrero de 2016.

- Cohen, Alan (2000). «Mary Elizabeth Barber, some early South African geologists and the discoveries of gold». South African Journal of Economic History 15 (1-2): 1-19. ISSN 1011-3436. doi:10.1080/10113430009511122.

- Hilton-Barber, David (2014). The Saint, the Surgeon and the Unsung Botanist: A tribute to my remarkable ancestors. Footprints Press. ISBN 978-0-620-61401-6.